# Sanremo-Festival 1958
Die achte Ausgabe des Festival della Canzone Italiana di Sanremo fand 1958 vom 30. Januar bis 1. Februar im städtischen Kasino in Sanremo statt und wurde von Gianni Agus und Fulvia Colombo moderiert.

## Neuerungen und Ablauf

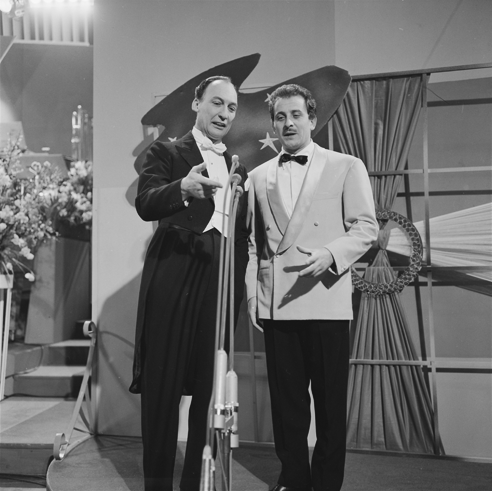
Dirigent Alberto Semprini und Sieger Domenico Modugno (hier beim Eurovision Song Contest)

Die größte Neuerung 1958 war, dass sich die RAI von der Organisation der Veranstaltung zurückgezogen hatte und diese nun direkt von der Azienda Turistico Alberghiera (ATA), der Betreibergesellschaft des Kasinos, ausgerichtet wurde. Allerdings übertrug die RAI das Festival wie gewohnt live im Fernsehen und im Radio. Die Moderation übernahmen der junge Schauspieler Gianni Agus und die populäre RAI-Moderatorin Fulvia Colombo. Ansonsten blieb bei den Regeln und auch den Teilnehmern das meiste beim Alten, auch die beiden Dirigenten Cinico Angelini und Alberto Semprini waren wieder dabei.
Nilla Pizzi, Gewinnerin der ersten beiden Ausgaben des Festivals, kehrte als Teilnehmerin zurück, und der ebenfalls zweifache Sieger Claudio Villa war gleich mit fünf Liedern vertreten. Neben Pizzi und Villa galten Aurelio Fierro, der bereits Popularität in den USA erlangt hatte und nun mit ganzen sechs Liedern im Wettbewerb antrat, und der Newcomer Johnny Dorelli als Favoriten. Domenico Modugno, der erstmals 1956 als Songwriter am Festival teilgenommen hatte, sorgte für Aufsehen, da er diesmal als erster Teilnehmer ein selbst geschriebenes Lied auch selbst vortrug.
Der Wettbewerb folgte dem gewohnten Schema: An den ersten beiden Abenden wurde je die Hälfte der Lieder in immer zwei Versionen präsentiert, sodass sich durch die Juryabstimmung zuletzt zehn Lieder für den Finalabend qualifizierten. Dort konnte sich das Lied Nel blu dipinto di blu in der Interpretation von Modugno und Dorelli durchsetzen, während Nilla Pizzi mit eher traditionelleren Liedern die Plätze zwei und drei belegte.

## Teilnehmende Beiträge
| Platzierung  | Interpreten                                                       | Lied                       | Autoren                                                  |
| ------------ | ----------------------------------------------------------------- | -------------------------- | -------------------------------------------------------- |
| 1            | Domenico Modugno / Johnny Dorelli                                 | Nel blu dipinto di blu     | Domenico Modugno, Franco Migliacci                       |
| 2            | Nilla Pizzi / Tonina Torrielli                                    | L’edera                    | Vincenzo D’Acquisto, Saverio Seracini                    |
| 3            | Nilla Pizzi / Gino Latilla                                        | Amare un altro             | Riccardo Pazzaglia, Giorgio Fabor                        |
| 4 (ex aequo) | Claudio Villa / Giorgio Consolini                                 | Campana di Santa Lucia     | Bixio Cherubini, Carlo Concina                           |
| 4 (ex aequo) | Claudio Villa / Nilla Pizzi                                       | Giuro d’amarti così        | Mario Panzeri, Vittorio Mascheroni                       |
| 6            | Aurelio Fierro und Gloria Christian / Carla Boni und Gino Latilla | Timida serenata            | Nicola Salerno, Gino Redi                                |
| 7            | Aurelio Fierro und Trio Joyce / Claudio Villa und Duo Fasano      | Fragole e cappellini       | Mario Panzeri, Saverio Seracini                          |
| 8            | Carla Boni und Gino Latilla / Natalino Otto                       | Non potrai dimenticare     | Bruno Pallesi, Walter Malgoni                            |
| 9            | Cristina Jorio / Tonina Torrielli                                 | Mille volte                | Zibio, Fabor                                             |
| 10           | Johnny Dorelli / Natalino Otto                                    | Fantastica                 | Armando Costanzo, Coriolano Gori, Piero Bentivoglio      |
|              | Carla Boni / Giorgio Consolini                                    | Arsura                     | Bixio Cherubini, Vincenzo D’Acquisto, Mario Schisa       |
|              | Claudio Villa und Duo Fasano / Nilla Pizzi und Aurelio Fierro     | La canzone che piace a te  | Raffaele Cutolo, Marino De Paolis, Mario Ruccione        |
|              | Claudio Villa und Gino Latilla / Gloria Christian                 | Cos’è un bacio             | Vincenzo Rovi, Giampiero Boneschi                        |
|              | Giorgio Consolini / Marisa Del Frate                              | È molto facile dirsi addio | Luigi Martelli, Ennio Neri                               |
|              | Gloria Christian / Marisa Del Frate                               | Ho disegnato un cuore      | Silvana Simoni, Isabella Piga                            |
|              | Carla Boni / Cristina Jorio                                       | Io sono te                 | Alberto Testa, Raul De Giusti, Biri, Carlo Alberto Rossi |
|              | Tonina Torrielli und Duo Fasano / Trio Joyce                      | Nozze d’oro                | Franco Conti, Giorgio Cavalli, Enrico Canelli            |
|              | Giorgio Consolini / Johnny Dorelli                                | Se tornassi tu             | Ezio Radaelli, Carlo Vinci, Alberto Barberis             |
|              | Aurelio Fierro und Trio Joyce / Duo Fasano                        | I trulli di Alberobello    | Giovanni Ciocca, Umberto Bindi                           |
|              | Gino Latilla / Natalino Otto                                      | Tu sei del mio paese       | Alberto Testa, Raul De Giusti, Biri, Carlo Alberto Rossi |

## Erfolge
Das Festival 1958 ließ die Plattenverkäufe regelrecht boomen: Modugnos musikalisch innovatives Nel blu dipinto di blu wurde, meist als Volare bekannt, ein weltweiter Hit, erreichte beim Eurovision Song Contest 1958 den dritten Platz, konnte (als bis heute einziges italienisches Lied) bis auf Platz eins der US-Charts gelangen und wurde mit zwei Grammy Awards ausgezeichnet. Im Fahrwasser dieses ungeahnten Erfolges verkauften sich auch andere Lieder des diesjährigen Wettbewerbs besser als jeder andere Sanremo-Beitrag zuvor. Nicht zuletzt Nilla Pizzi konnte mit dem zweitplatzierten Lied L’edera auch noch die erste Ausgabe des RAI-Wettbewerbs Canzonissima gewinnen. Insgesamt war das Interesse von Publikum und Presse mit 1958 enorm gestiegen.